# Гравуна
Гравуна (грч. Γραβούνα) је насељено место у општини Места у периферији Источна Македонија и Тракија, Грчка. Према попису из 2021. године било је 605 становника.
Према бугарском географу и историчару, Василу Канчову, у Гравуни је 1900. године живело 456 Турака. Током Балканских и Првог светског рата село је настрадало и већи део мештана је избегао, тако је после рата остало 72 житеља. Године 1924. турско становништво је принудно исељено у Турску а на њихово место су насељене грчке избегличке породице из Турске, којих је на попису из 1928. године било 620. Село се раније звало Дојранли.